# Gryon achille
Gryon achille är en stekelart som beskrevs av G. Mineo 1992. Gryon achille ingår i släktet Gryon och familjen Scelionidae. Inga underarter finns listade i Catalogue of Life.